# SN 1963V
SN 1963V – supernowa odkryta 21 września 1963 roku w galaktyce A023431-0604. W momencie odkrycia miała maksymalną jasność 16,00m.